# Literatura spaniolă
Literatura spaniolă

## Evul mediu

### "Mester de juglaria"
- El Cantar de Mio Cid

### "Mester de clerecia"
- Gonzalo de Berceo
- Arcipreste de Hita: Libro de buen amor
- Don Juan Manuel: El Conde Lucanor

### Secolul al XV-lea
- Marquès de Santillana
- Jorge Manrique: Coplas por la muerte de su padre

## "Siglo de Oro" (Perioada de aur) - Secolele XVI - XVII

### Lirică
- J. Boscàn Almogáver
- Garcilaso de la Vega
- Fernando de Herrera
- Luis de Góngora y Argote
- Francisco Gomez de Quevedo y Villegas
- San Juan de la Cruz
- Fray Luis de León

### Romane

#### Romane cavalerești
- José de Montemoros
- Lope de Vega

#### Parodie a romanelor cavalerești
- Miguel de Cervantes Saavedra

#### Romanul picaresc
- "Viața lui Lazarillo de Tormes" (autor anonim)
- Mateo Alemán

### Literatura ascetico-mistică
- Luis de Granada
- Teresa d'Ávila

### Teatrul clasic
- Lope de Vega
- Pedro Calderón de la Barca
- Tirso de Molina

## Secolul al XVIII-lea
- Luzàn Claramunt de Suelves y Guera
- D. de Torres Villarroel
- M. J. Quintana
- J. P. Forner y Segarra
- J. Meléndez Valdés

## Secolul al XIX-lea

### Romantism
- J. de Espronceda y Delgado
- A. de Saavedra Rivas
- José Zorrilla y Moral
- Gustavo Adolfo Bécquer

### Realism
- Fernán Caballero
- P. A. de Alarcón y Ariza
- S. Estébanez Calderón

### Naturalism
- Emilia Pardo Bazán
- Vicente Blasco Ibánez
- Benito Pérez Galdos

### Tradiționalism
- Juan Donoso Cortés
- Marcelino Menéndez y Pelayo

## Secolul al XX-lea

### "Generația '98"
- Miguel de Unamuno
- Antonio Machado
- J. Martínez Ruiz
- Pío Baroja y Nessi

### Modernism
- Juan Ramón Jiménez
- Ramón del Valle-Inclán

### "Generația '27"
- Pedro Salinas
- Jorge Guillèn
- Vicente Aleixandre
- Rafael Alberti
- Luis Cernuda
- Emilio Prados
- Federico García Lorca
- Dámaso Alonso

### Teatru
- Antonio Buero Vallejo
- Alfonso Sastre
- Alejandro Casona

### Roman
- Miguel Delibes
- Camilo José Cela
- Carmen Laforet
- R. J. Sender
- J. M. Gironella
- R. Sánchez Ferlosio
- J. Fernández Santos
- C. Barral

### Filozofie - Eseistică
- José Ortega y Gasset